# Evridiki
Evridiki Theokleous, född 25 februari 1968 i Limassol, är en grekcypriotisk sångerska som växte upp i Nicosia, Cypern. Hon har tävlat tre gånger för Cypern i Eurovision Song Contest. Första gången, 1992, sjöng hon Teriazoume och slutade på elfte plats. 1994 sjöng hon Ime Anthropos Ki Ego och slutade även då på elfte plats. Tredje gången var Eurovision Song Contest 2007 där hon representerade Cypern med bidraget Comme ci, comme ça. Den gick inte vidare från semifinalen. Hon har även medverkat som körsångerska bakom de cypriotiska bidragen 1983, 1986 och 1987.